# Zbogom, Rumelijo
Zbogom, Rumelijo (tur. izvornik Elvada Rumeli), turska je televizijska serija. Smještena je u 19. stoljeće, u vremenima previranja, kad je Osmansko Carstvo gubilo svoje posjede na Balkanu i bilo prisiljeno na uzmicanje. Prikazuje sudbinu seljaka turske nacionalnosti koji je iz Makedonije i živio je  blizu Bitole u tim vremenima. Snimljene su tri sezone i emitirana je od 2007. do 2009. godine.
Glavne uloge: Erdal Özyağcılar, Filiz Ahmet, Salih Bademci, Recep Özgür Dereli i ini. Osoblje serije je iz Turske i Sjeverne Makedonije.

## Vanjske poveznice
- Službene stranice  Arhivirana inačica izvorne stranice od 19. prosinca 2019. (Wayback Machine)